# Опиум (альбом)
«Опиум» — пятый студийный альбом российской рок-группы «Агата Кристи». Записан в Екатеринбурге на студии «Новик Рекордс» в 1994 году. Выпущен на CD и MC 23 января 1995 года.

## Об альбоме
Альбом, спустя менее чем через полгода после выхода в свет, стал «культовым» и самым популярным среди других, получил большое количество наград, хотя отдельные сторонники традиционного рока и критиковали его за чрезмерное использование электронной музыки, а саму группу — в чрезмерном заигрывании с подростковой аудиторией. Самые известные композиции — «Сказочная тайга», «Опиум для никого», «Чёрная луна», «Вечная любовь», «Гетеросексуалист». На первые три — сняты клипы. Существует концертная видеоверсия альбома — фильм «OPIUM», записанный в феврале 1995 года в ГЦКЗ «Россия».
Также до выхода альбома в 1994 году был выпущен радиосингл «Опиум» с 4 треками. Распространявшийся до релиза альбома «Опиум» по радиостанциям и среди друзей музыкантов группы. Диск без обложки, упакован в слим-бокс, поставлялся в комплекте с флаером.
Обложкой оригинального издания служит изображение флакона с духами Ив Сен-Лорана «Opium» (откуда и название альбома на английском языке), с изменённой аббревиатурой «YSL» на название группы. Макет обложки изготовили дизайнеры Ольга Алисова и Андрей Журин.
По итогам 1995 года журналом «Rock-Fuzz» «Опиум» признан альбомом года, клип «Опиум для никого» — клипом года и лучшей песней, а группа «Агата Кристи» — группой года.
В 2008 году в честь своего 20-летия группа выпустила полное коллекционное переиздание своих альбомов на CD, включая этот. Был проведён «ремастеринг» аудиозаписи и редизайн «Студией Артемия Лебедева».
В 2014 году в честь 25-летия группы компания «Бомба-мьюзик» выпустила «Полное собрание сочинений» в нескольких томах тем самым переиздав ограниченным тиражом всю дискографию группы, включая этот альбом. Производство дисков велось в Германии. Альбомы были напечатаны на 180-граммовом виниле чёрного цвета.
В одном из интервью Глеб Самойлов назвал композиции «ХалиГалиКришна», «Дворник» и «Опиум для никого» своим творческим пиком.

## Песни
По словам Глеба Самойлова, при подготовке к записи альбома было написано около 30 песен. Из них отобрали 14 самых удачных, 13 попали в окончательный вариант. Песня «Полетаем» была записана для «Опиума» и не попала в него по неизвестным причинам. Однако через четыре года она вошла в альбом «Чудеса» с другой аранжировкой.

### «ХалиГалиКришна»
Вошла в саундтрек к фильму Сергея Бодрова «Сёстры».

### «Тоска без конца»
В песню вошла мелодия проигрыша, сочиненная Вадимом Самойловым в восьмом классе, которую вспомнил Глеб Самойлов.

### «Вечная любовь»
Была исполнена группой «Би-2» в качестве трибьюта умершему в 2001 г. Александру Козлову. На концерте-презентации альбома «Опиум», в феврале 1995 года, Глеб Самойлов, перед исполнением этой песни, сказал следующую фразу: «Песня о нас, о вас, о Боге и о монахах».

### «Чёрная луна»
Песня была записана самой последней, когда альбом был полностью записан и практически сведён воедино. Мелодию песни принёс Вадим Самойлов, многие находят некоторое сходство с песней Кайли Миноуг «Confide in Me». Когда мелодия песни была записана, группа пришла к выводу, что лучше в этой песне использовать вместо синтезбаса живой бас.
В 2003 году оркестр Вольфа Горелика записал диск «Back from USSR» (Русский рок в симфонической обработке), куда вошла симфоническая версия песни «Чёрная Луна».
В 2018 году Глеб Самойлов представил концертный вариант авторского ремикса песни «Каменное дно». В этом же году был снят фильм режиссёра Григория Константинопольского «Русский бес», в котором звучит кавер-версия песни «Чёрная луна» в исполнении китайской певицы Ян Гэ.

### «Сказочная тайга»
Первоначальный вариант «Сказочной тайги», написанный Козловым, был выдержан в ритме и стилистике популярной в то время группы Ace Of Base. Глеб Самойлов заметил, что мелодия сильно напоминает композицию «Звенит январская вьюга» из комедии «Иван Васильевич меняет профессию», после чего было решено переписать её в стилистике 80-х годов, явно подчеркнув это сходство. Написанный Глебом Самойловым текст, в свою очередь, содержал отсылки к старым песням прошлых лет: строчка «Значит, нам туда дорога» позаимствована из «Дороги на Берлин» из репертуара Леонида Утёсова, строчка «Когда я на почте служил ямщиком» — из одноимённой русской песни XIX века. Это, по словам автора, придало песне «ностальгически-прикольное» звучание.
В видеоклипе на «Сказочную тайгу», снялись многие актёры из фильма: Леонид Куравлёв, Юрий Яковлев, Александр Демьяненко, Наталья Селезнёва и Наталья Крачковская. Они встречаются в старом кинотеатре через двадцать лет после выхода «Ивана Васильевича», чтобы вновь посмотреть на своих героев и друг на друга. Также был приглашён и Михаил Пуговкин который был болен и не смог поучаствовать в съемках. Клип был посвящён памяти режиссёра Леонида Гайдая, умершего за год до выхода «Опиума».
Изначально братья Самойловы хотели назвать песню «Розовый снег», но это название показалось им слишком зловещим и было изменено. Впоследствии идея была частично воплощена в композиции с названием «Розовый бинт» (альбом «Ураган»).
Была исполнена Настей Полевой в качестве трибьюта умершему в 2001 г. Александру Козлову.

### «Гетеросексуалист»
По словам Глеба Самойлова, «Гетеросексуалист» возник как ответ на новую моду на унисекс, как ответ на появившееся мнение, что только гомосексуалисты могут творить настоящее искусство. Хотя и в этой песне велика доля самоиронии.

### «Дворник»
Песня была написана Глебом Самойловым в возрасте 15 лет. Она вошла в саундтрек к фильму Сергея Бодрова «Сёстры».

## Продажи
В списках продаж 1995—1996 годов альбом превзошёл все актуальные на тот момент релизы российских рок- и поп-звёзд, лишь иногда уступая первенство новому (на тот момент) альбому А. Пугачёвой. По различным данным с 1995 по 1997 год тираж альбома по России и СНГ составил более 5 миллионов кассет и 270 тысяч CD (не считая пиратских копий). Это делает данный релиз самым продаваемым альбомом в истории постсоветской России.
В 1996 году по итогам продаж диска «Опиум» группа «Агата Кристи» получила престижную европейскую премию «World Music Awards» в Монте-Карло как самый «продаваемый» российский исполнитель прошедшего года. На церемонии награждения в Монте-Карло музыканты исполнили одну из самых популярных песен из альбома «Опиум» под названием «Чёрная Луна».

## Список композиций
| Трек | Название         | Длительность | Музыка                        | Слова         |
| ---- | ---------------- | ------------ | ----------------------------- | ------------- |
| 1    | ХалиГалиКришна   | 5:41         | Глеб Самойлов                 | Глеб Самойлов |
| 2    | Тоска без конца  | 4:24         | Глеб Самойлов, Вадим Самойлов | Глеб Самойлов |
| 3    | Абордаж          | 4:16         | Глеб Самойлов                 | Глеб Самойлов |
| 4    | Вечная любовь    | 3:35         | Александр Козлов              | Глеб Самойлов |
| 5    | Чёрная луна      | 3:56         | Вадим Самойлов                | Глеб Самойлов |
| 6    | Сказочная тайга  | 2:51         | Александр Козлов              | Глеб Самойлов |
| 7    | Трансильвания    | 4:01         | Глеб Самойлов                 | Глеб Самойлов |
| 8    | Насилие          | 3:57         | Глеб Самойлов                 | Глеб Самойлов |
| 9    | Ты и я           | 3:15         | Глеб Самойлов                 | Глеб Самойлов |
| 10   | Гетеросексуалист | 3:57         | Александр Козлов              | Глеб Самойлов |
| 11   | Опиум для никого | 3:56         | Глеб Самойлов                 | Глеб Самойлов |
| 12   | Ни там ни тут    | 4:07         | Глеб Самойлов                 | Глеб Самойлов |
| 13   | Дворник          | 4:26         | Глеб Самойлов                 | Глеб Самойлов |

### Бонусы переиздания 2008 года
| Трек  | Название                                             | Длительность |
| ----- | ---------------------------------------------------- | ------------ |
| Видео | Сказочная тайга (Видеоклип, режиссёр В. Конисевич)   | 2:54         |
| Видео | Опиум для никого (Видеоклип, режиссёр А. Берсенев)   | 4:12         |
| Видео | Чёрная Луна (live@ГЦКЗ «Россия», Москва, 12.02.1995) | 3:57         |

## Радиосингл «Опиум»
Слова и музыка всех песен — Глеб Самойлов.
| №  | Название          | Длительность |
| -- | ----------------- | ------------ |
| 1. | «ХалиГалиКришна»  | 5:39         |
| 2. | «Тоска без конца» | 4:22         |
| 3. | «Ни там ни тут»   | 4:05         |
| 4. | «Дворник»         | 4:25         |

### Участники записи
- Глеб Самойлов — вокал, гитара, бас-гитара, клавишные
- Вадим Самойлов — вокал, гитары, клавишные
- Александр Козлов — клавишные, синтезаторный бас

### Технический персонал
- Продюсерский центр «Агата Кристи» 1994 г.
- Звукорежиссёры — В. Самойлов, А. Кузнецов
- Техника — Д. Богомолов
- Запись и микс — «Студия Новик Рекордз», г. Екатеринбург, сентябрь — ноябрь 1994 г.
- Цифровой мастеринг — студия «Нота» г. Москва

## Участники записи
- Вадим Самойлов — вокал, гитара, клавишные
- Глеб Самойлов — вокал, гитара, бас-гитара, клавишные
- Александр Козлов — клавишные, синтезаторный бас

## Технический персонал
- Звукорежиссёры — В. Самойлов, А. Кузнецов
- Техника — Д. Богомолов
- Программироание - А. Кузнецов, В. Самойлов
- Запись и микс — «Студия Новик Рекордз», г. Екатеринбург, сентябрь — ноябрь 1994 г.
- Цифровой мастеринг — студия «Нота» г. Москва
- Макет — Ольга Алисова, Андрей Журин
- Ремастеринг — Sunny Swan, 2007 г.
- Дизайн — «Студией Артемия Лебедева», 2007 г.